# Oldtimermuseum Reninge
Het Oldtimermuseum is gelegen in Reninge, langs de gewestweg Ieper-Veurne. Het museum herbergt een 100-tal authentieke oldtimers en ongeveer 25 oude motoren, naast originele accessoires.

## Historiek
Het museum is opgericht in de jaren ’60 door Raoul Bossaert; hij was actief in de scheepsafbraak en allerhande sloopwerken.
Bij een van zijn afbraken stootte hij in een schuur op een oude wagen en dit was meteen het begin van de grote collectie.
Zijn zoon Geert was ook gebeten door de microbe en vervoegde zijn vader bij de dagelijkse taken van het museum.
Voor het uitbreiden van het wagenpark gingen de eigenaars meermaals buiten de landsgrenzen.
Elk stuk van de collectie heeft zijn eigen geschiedenis, die de eigenaars u tot in de details kunnen vertellen.
In tegenstelling tot de meeste andere musea zijn bijna alle auto’s rijklaar en zijn ze nog regelmatig te bewonderen in rondritten en optochten.

## Collectie

### Auto’s
Het museum biedt onderdak aan een 100-tal oldtimers het oudste exemplaar werd gebouwd in 1899, het jongste ergens in de jaren ’70 van vorige eeuw.
Tientallen merken zijn er te bezichtigen, uit alle uithoeken van de wereld.
Een greep uit de merken: Minerva, Excelsior, Citroën, Deauville, Imperia, Tatra en nog veel meer.
In de collectie zijn onder meer twee auto’s te vinden die exclusief gemaakt werden om de Tour de France van 1953 te volgen: een Peugeot 203 (hiervan zijn slechts 12 wagens gebouwd) en een Hotchkiss 2050, een omroepwagen met ingebouwde luidsprekers voor- en achteraan.
Een van de meest imposante auto’s is ongetwijfeld de Fawcett Flyer met zijn 15500cc : zeer indrukwekkend als je weet dat een hedendaagse wagen met 2500cc al een heel krachtige auto is!
Verder is er de Range Rover waar Bertin Cois en Guy Moerenhout deelnamen aan de Paris Dakar Rally in 1987.
De wagen komt tot zijn recht in zijn eigen stuk woestijn en het originele roadbook is ook aanwezig.

### Moto’s
In het museum kan je een 25-tal oude moto’s vinden.
Je vindt er onder andere de Belgische merken FN, Sarolea, Minerva en Gillet terug.
Er zijn ook enkele originele motoren te zien.
Zo kan je er een Suzuki RE5 vinden, een zeldzame motorfiets met wankelmotor.
Verder is er de Rokon Trail Breaker, een Amerikaanse motor, aangedreven op beide wielen en de Moto Guzzi Mulo Meccanico die op 3 wielen wordt aangedreven.

### Accessoires
Verder huisvest het museum nog een grote collectie loopauto’s.
De oudste is een Torck, gefabriceerd in Deinze.
Je vindt ze ook 2 brandweerwagens en een brandweerpomp uit 1855.
Een oude vrachtwagen en een oude tractor hebben er ook hun plaats gevonden.
Verder is er een grote collectie oude radio’s en oude reclameborden te bezichtigen.
Ook oud speelgoed, wandelwagens, een oude benzinepomp zijn er te zien.
De eigenaars bouwden een oude garage en een oude schuur na om de bezoeker een idee te geven van hoe de auto’s werden gevonden.

## Bijzondere voertuigen

### Excelsior type D4

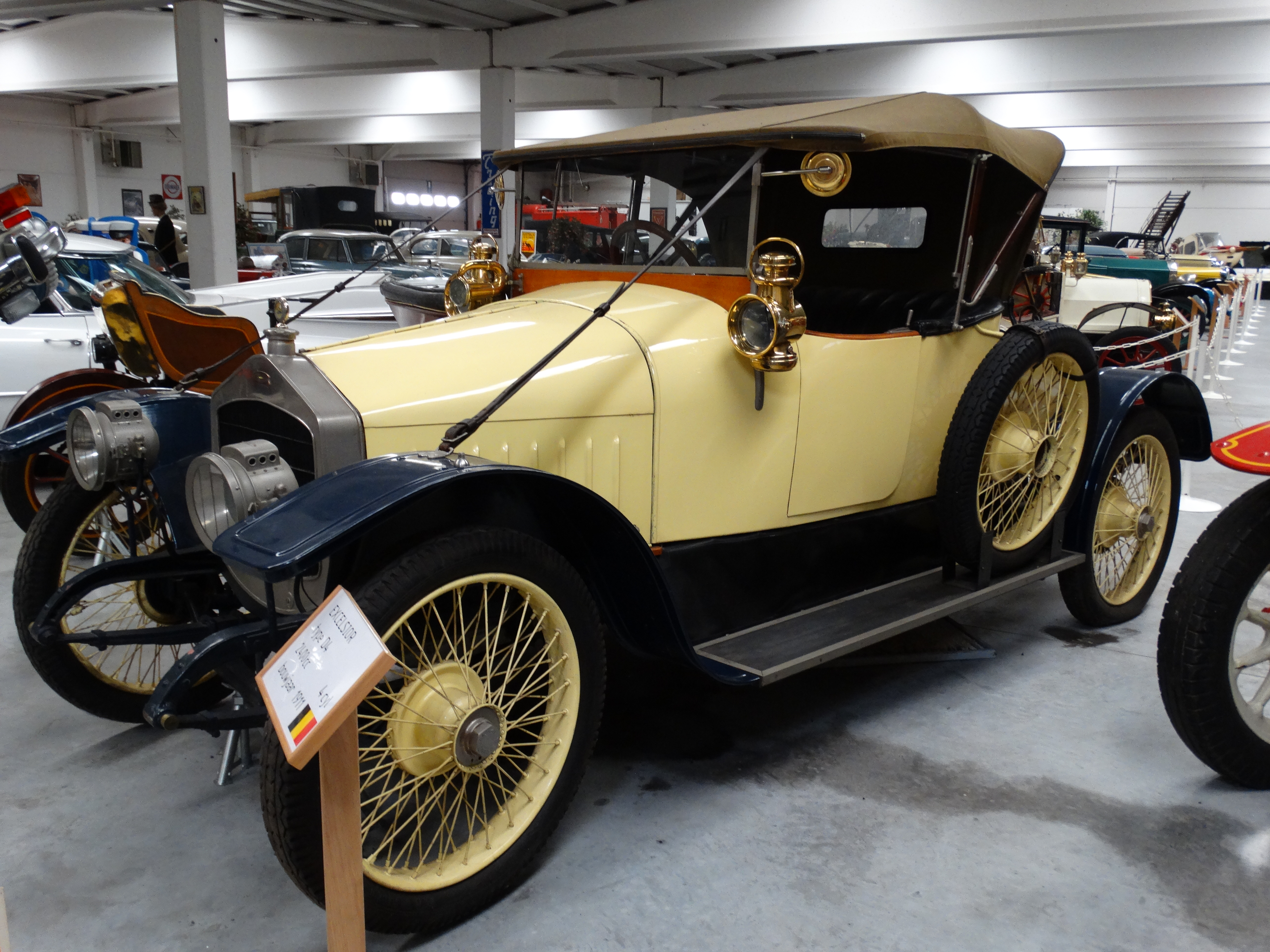
Oldtimer Excelsior type D4 tentoongesteld in Oldtimermuseum Reninge

De Excelsior type D4 is een auto van Belgische makelij, maar met een opmerkelijk verhaal.
De auto werd in 1911 gebouwd en werd geëxposeerd op de Engelse Earls Court Motor Show in 1912. De auto werd uitgevoerd naar Australië onder de naam Hobson Cars London. Alle Excelsior kentekens werden weggeslepen en vervangen door de naam Hobson, de naam werd zelfs ingestempeld op de wielmoeren.
De wagen werd jaren later terug gevonden in een schuur in Australië in erbarmelijke staat; er groeide zelfs een boom dwars door de carrosserie.
Tijdens de restauratie werd de naam Excelsior teruggevonden op meerdere gegoten onderdelen.
Na de restauratie werd de auto terug naar België gebracht.

### FN type 1300
De FN type 1300 is een auto met motorinhoud van 1300cc en is gebouwd in 1924 bij FN België.
FN (Fabrique Nationale d’Armes de Guerre) was een Luikse wapenfabriek, opgericht in 1870.
Vanaf 1895 werden er ook onderdelen voor fietsen gemaakt en vanaf 1900 werden in de fabriek ook auto’s gebouwd, de productie werd in 1901 uitgebreid met de bouw van motoren.
In het logo vind je een referentie naar de wapens en de pedalen zijn een verwijzing naar de fietsen en bromfietsen.
De FN 1300 heeft een motorinhoud van 1300cc en werd gebouwd in 1924.
Naast de wagen zijn ook FN motoren aanwezig in het museum.

### Moto Guzzi type Muco Mecanico.
De Mulo Meccanico van Moto Guzzi wordt vertaald als “mechanische muilezel”. De moto werd gebouwd om de muilezel te vervangen in de bergen.
Van dit type werden slechts 120 exemplaren gemaakt, de moto bleek toch niet zo efficiënt in de bergen, hij was te laag gebouwd en bleef hangen aan takken en rotsen.

### Aeronca 7AC

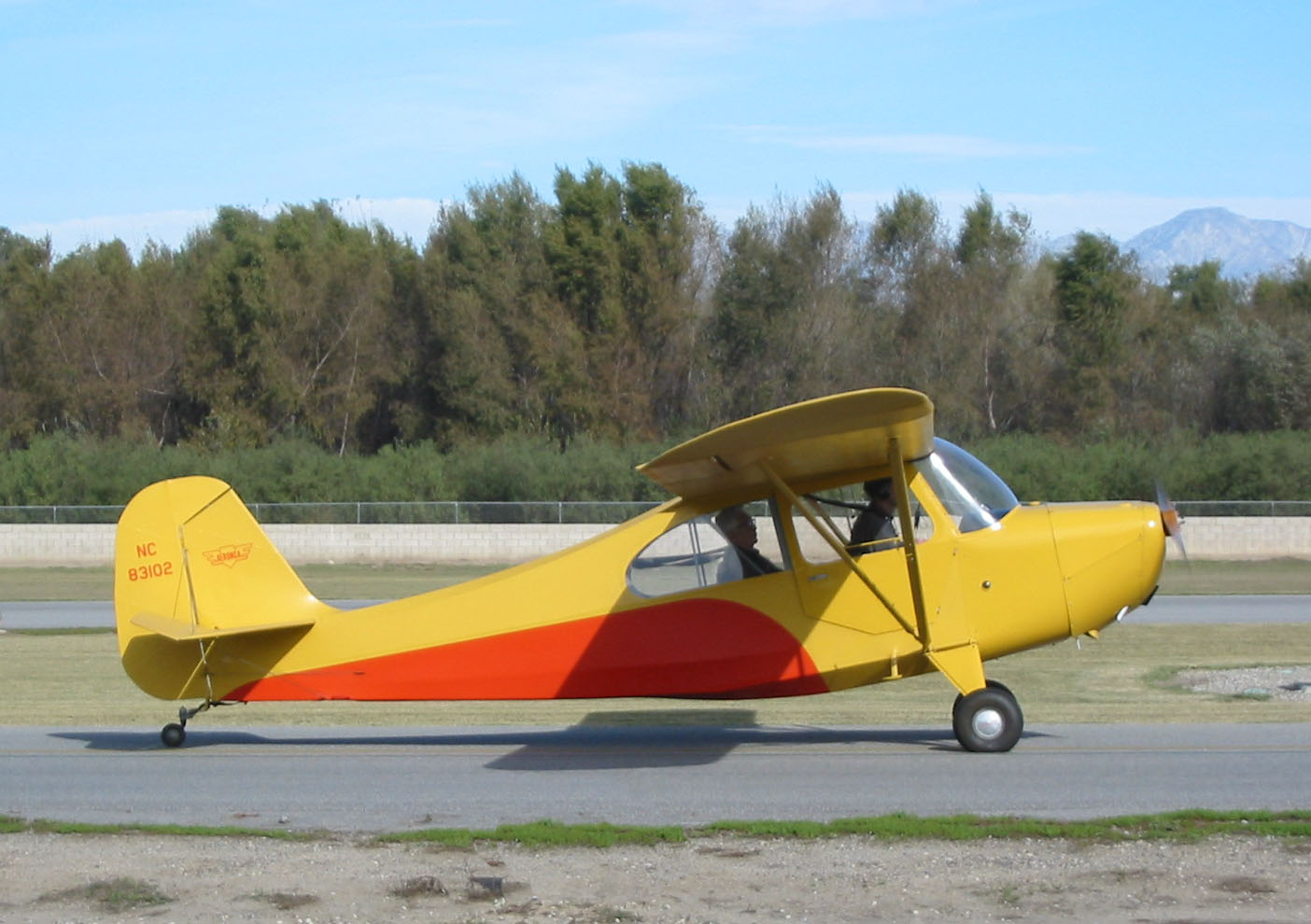
Een Aeronca 7AC Champ uit 1946

Dit is een Amerikaans vliegtuig met 65pk dat gebouwd werd in 1946. Aeronca is afkorting van 'Aeronautical Corporation of America'.
Het type is ook bekend als ‘Champ’ of ‘Airknocker’.
Dit type vliegtuig is een hoogdekker, dit betekent dat de vleugels boven op het toestel zijn gebouwd. Dit maakt het vliegtuig bijzonder geschikt voor verkenning omdat het zicht niet belemmerd werd door de vleugels. Dit type vliegtuig werd gebruikt bij luchtoefeningen en recreatie.

### Prunel

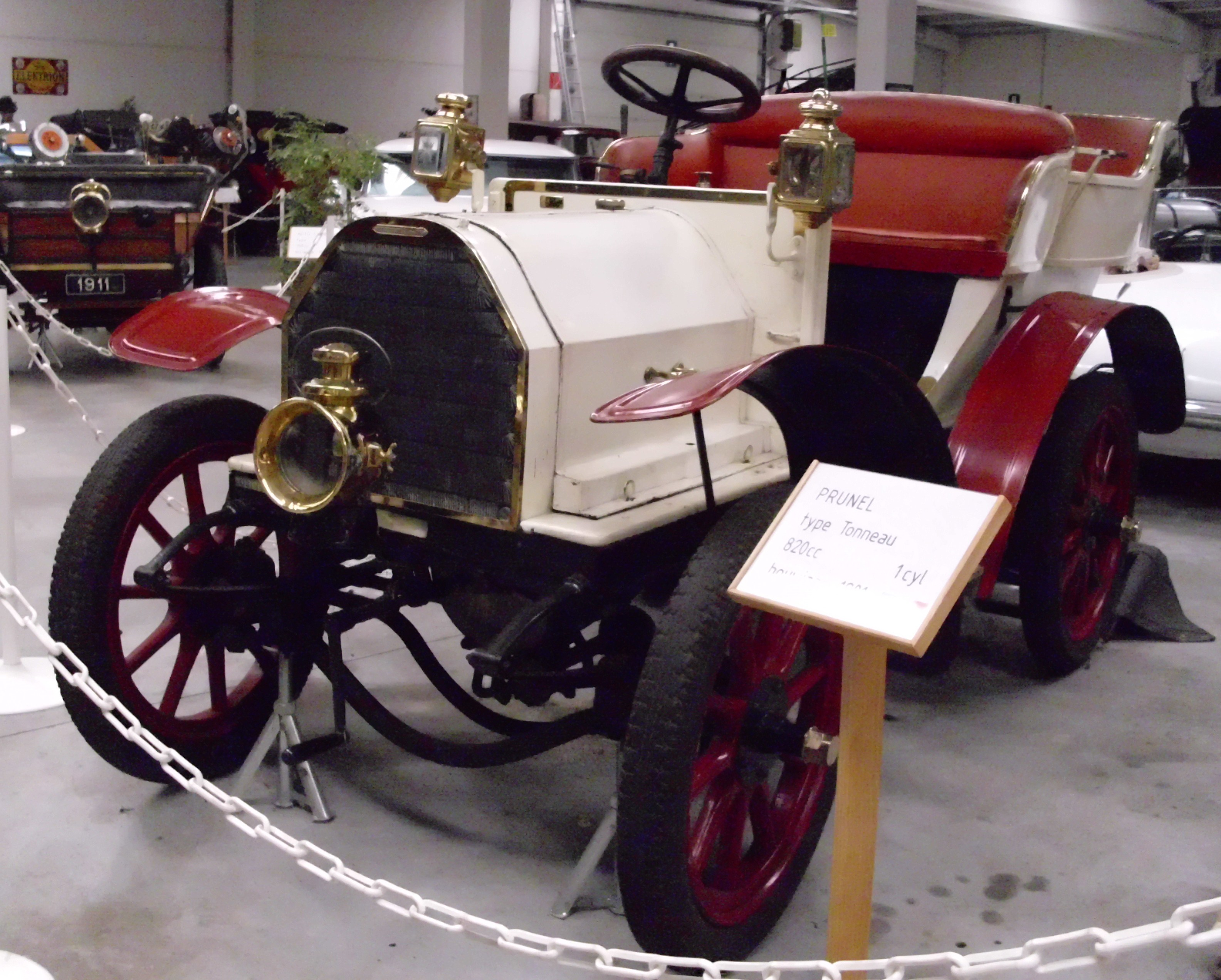
Prunel Tonneau uit 1901

Het museum heeft ook een auto van het merk Prunel, gebouwd in 1903.
De wagen heeft een opmerkelijk verhaal.
De fabriek Prunel ligt in het Franse Puteaux, maar de maatschappelijke zetel bevindt zich in Luik.
De carrosserie werd vervaardigd in Antwerpen door Victor Denil.